# United States Public Health Service Hospital
Das Public Health Service Narcotic Hospital war eine Institution des US-amerikanischen Krankenhaus- bzw. Gefängniswesens, das zuvor als 'United States narcotic farm', später als 'Federal Medical Center, Lexington' bekannt war.
Am 19. Januar 1929 ermächtigte der U.S. Kongress mit dem sog. „Porter Bill“ die U.S. Public Health Services, zwei Entzugsanstalten (narcotic farms) „for the confinement and treatment of persons addicted to the use of habit-forming narcotic drugs“ (Public Law 70-672) zu errichten, eine im 2. Distrikt im Westen von Lexington (Kentucky), die andere in Fort Worth (Texas). 
In Lexington wurde mit dem Bau 1933 begonnen und die Einrichtung am 25. Mai 1935 eröffnet. Es handelte sich dabei um ein gefängnisähnliches Krankenhaus oder krankenhausähnliches Gefängnis mit eingeschränkten Sicherheitsmaßnahmen, Toren und vergitterten Fenstern auf einem Gelände von 420 Hektar, mit Farmgelände und einer Molkerei, wobei die Arbeit dort für die 1000 Patienten/Insassen als eine Therapieform gesehen wurde. 1936 wurde der Name in “U.S. Public Health Service Hospital” geändert, die gefängnisähnliche Struktur jedoch beibehalten. Diese wurden erst in den späten 1960ern anlässlich einer baulichen Modernisierung abgeschafft. Mit der erhöhten Verfügbarkeit von staatlichen und privaten Drogenbehandlungsprogrammen wurde das Krankenhaus im Februar 1974 geschlossen und ein Teil des Geländes der lokalen Verwaltung als Freizeitgebiet unter der Bedingung überlassen, dass es immer der Öffentlichkeit zur Verfügung stehen müsse. Heute hat dieser 'Masterson Station Park' eine Fläche von über 264 Hektar.
Präsident Franklin D. Roosevelt schrieb am 25. Juli 1933 an den Handelsrat in Lexington: ‘We have ever been ready to exert our best efforts to alleviate suffering and rectify wrongs. It is fitting the Federal government should dedicate this institution to the noble purpose of rescuing our fellow men from the abject slavery of the narcotic habit. In this institution the victims of the opium habit will be restored to usefulness’.
Von Beginn an hatte Lexington eine Forschungsabteilung, deren erster Leiter Clifton K. Himmelsbach war. Diese wurde ab 1948 mit der Gründung des National Institute of Mental Health (NIMH) separat als Addiction Research Center in Lexington geführt und wurde schließlich das intramurale Forschungsprogramm des 1974 entstandenen National Institute on Drug Abuse.
Zu den Forschungsergebnissen aus Lexington zählten die Charakterisierung eines akuten und prolongierten Entzugssyndroms und die Identifizierung von Subtypen des Opioidrezeptors. Methadon wurde hier erstmals zum Opioidentzug eingesetzt. Daneben wurden auf der Suche nach einem neuen Opioid-Analgetikum ohne Abhängigkeitspotential kontrollierte Versuche an Patienten, unter anderem mit Desomorphin durchgeführt. Himmelsbach setzte hier seine Entzugsskala (Himmelsbach Withdrawal Scale) ein, einen Fragebogen zur Evaluierung von Entzugssymptomen, der in abgewandelter Form noch heute Anwendung findet. Eine seiner Mitarbeiterinnen war Marie Nyswander, die mit ihrem Ehemann Vincent P. Dole Methadon als erstes Substitutionsmittel bei einer Abhängigkeit von Opioiden einsetzte. 
Lexington stand auch für Entzüge von Freiwilligen offen. Von den 1036 Patientenaufnahmen vom 1. Juli 1936 bis 30. Juni 1937 waren etwas weniger als 4 % Freiwillige, meist Landarbeiter, die aufgrund einer medizinischen Behandlung mit Opioiden abhängig geworden waren und nach dem Entzug zu ihren Familien und in ihren Beruf zurückkehrten und so (von vornherein) genau jenem Menschenbild entsprachen, das den Verantwortlichen als Behandlungserfolg für alle Insassen vorschwebte. Bei diesen Patienten wurden (selbstverständlicherweise) die besten Behandlungserfolge erzielt, während der Rest eine Rückfallquote von ca. 80 % hatte, wobei die veröffentlichten Daten methodische Mängel aufwiesen und trotzdem das Bild des unheilbaren Abhängigen in der Öffentlichkeit verfestigten.